# Mouthiers-sur-Boëme
Mouthiers-sur-Boëme est une commune du Sud-Ouest de la France, située dans le département de la Charente (région Nouvelle-Aquitaine).
Ses habitants sont les Monastériens et les Monastériennes.

## Géographie

### Localisation et accès
Mouthiers-sur-Boëme est située à 11 km au sud d'Angoulême. Elle fait partie de son aire urbaine et elle est devenue depuis les années 1970 une commune résidentielle.
Elle est aussi située à 6 km au sud-est de La Couronne et 12 km au nord-est de Blanzac, le chef-lieu de son canton.
À l'écart des grandes routes, Mouthiers est située entre la N 10 entre Angoulême et Bordeaux qui passe à La Couronne et Roullet à 6 km au nord-ouest, et la D 674 d'Angoulême à Libourne qui passe à 4 km à l'est. La D 12, route d'Angoulême à Blanzac traverse la commune et le bourg; cette route bifurque de la D 674 au Petit Giget. D'autres routes départementales la relient aux communes voisines ; la D 42, la D 35, la D 107. La D 22, route de Châteauneuf à Villebois-Lavalette, passe en limite sud de commune et coupe la D 12.

### Hameaux et lieux-dits
La commune compte quelques hameaux, dont certains se sont développés à la suite de l'urbanisation et de la proximité d'Angoulême : le Rosier au nord-est, le Grand Guillon au nord-ouest du bourg, surplombant la vallée de la Boëme, Gersac au sud-ouest, les Naulets et les Fayards à l'est, le Morinaud, Chez les Rois, Chez Reignier au sud, sans oublier la Rochandry à l'ouest du bourg au pied du château. Les nouveaux quartiers sur la route d'Angoulême au nord du bourg sont la Croix Ronde, les Agriers et les Justices.

### Communes limitrophes
| Roullet-Saint-Estèphe | La Couronne | Vœuil-et-Giget |
| Claix                 | Mouthiers   | Torsac         |
| Plassac-Rouffiac      | Voulgézac   | Fouquebrune    |

### Géologie et relief
La commune est située sur un plateau calcaire datant du Crétacé, qui s'étage du Cénomanien au nord, au Santonien au sud-est.
Ce plateau est entaillé par la vallée de la Boëme, occupée par des alluvions datant du Quaternaire ainsi que par de la tourbe dans sa large partie centrale.
Une cuesta délimitant le Turonien inférieur du Turonien supérieur (Angoumien), qu'on peut suivre du plateau d'Angoulême jusqu'au sud de Châteauneuf pénètre dans la commune et marque un talus sensible entre la partie basse et la partie haute de la commune, visible des deux côtés de la vallée de la Boëme en aval de Rochandry.
La surface du plateau est localement couverte sur ses sommets de sable argileux à galets, décomposition du substrat coniacien, comme la forêt de Gersac,,.
Le relief de la commune est celui d'un plateau d'une altitude moyenne de 130 m, entaillé par la vallée de la Boëme qui va en s'élargissant vers l'ouest. Le vallon de Gersac est aussi une combe assez profonde, ainsi que celles au nord-est de la commune qui délimitent le plateau du Rosier, et l'éperon barré du Fort des Anglais. Le point culminant est à une altitude de 153 m, situé au réservoir du Jars à l'est de la commune. Le point le plus bas est à 59 m, situé le long de la Boëme en limite avec La Couronne. Le bourg s'étage entre 65 m près de la Boëme et 125 m d'altitude dans les nouveaux lotissements.

### Hydrographie

#### Réseau hydrographique

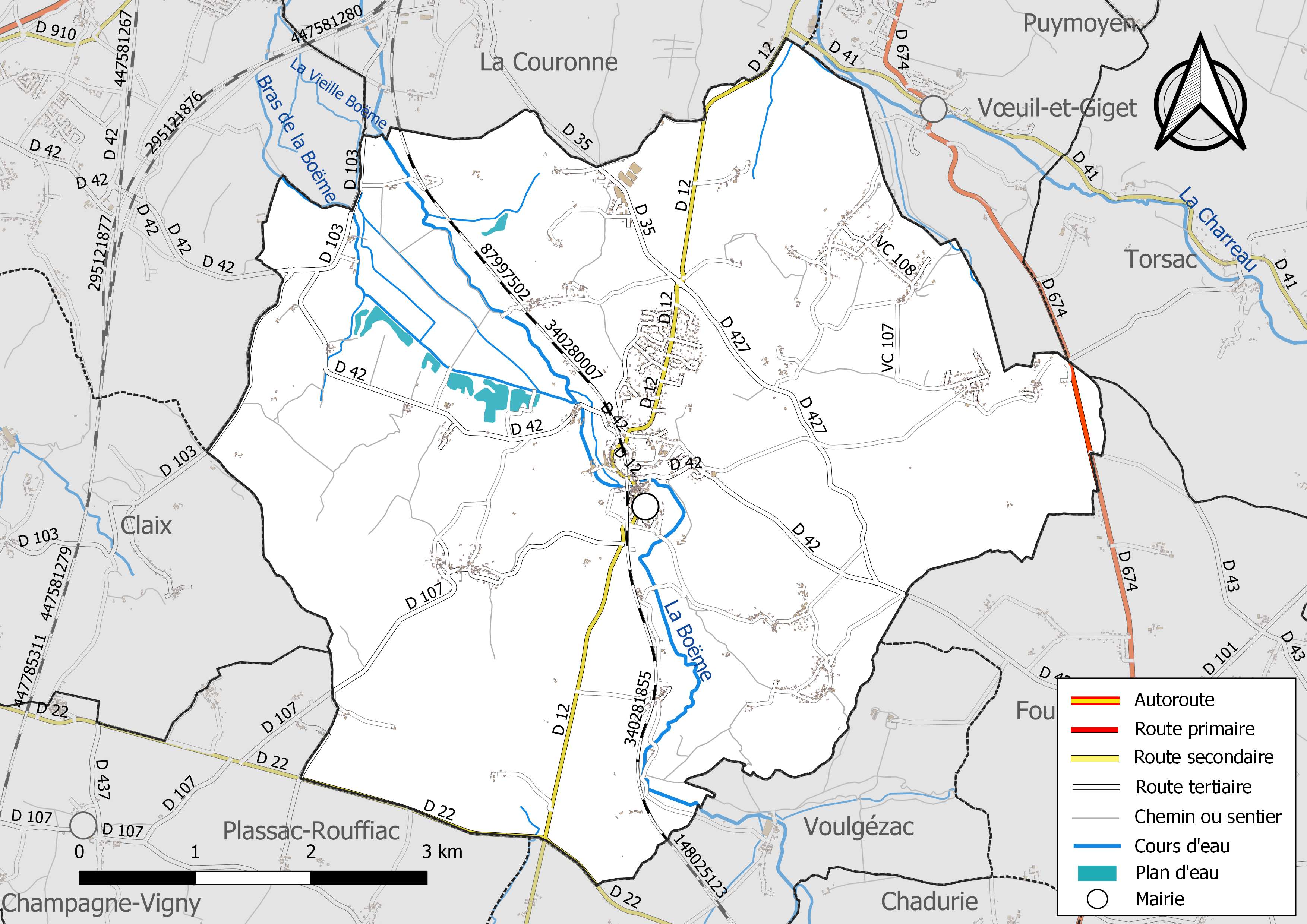
Réseaux hydrographique et routier de Mouthiers-sur-Boëme.

La commune est située dans le bassin versant de la Charente au sein du bassin Adour-Garonne. Elle est drainée par la Boëme, la Charreau, le ruisseau de la Fontaine de Quatre Francs, le ruisseau de la Fontaine du Roc et par divers petits cours d'eau, qui constituent un réseau hydrographique de 22 km de longueur totale,.
Le bourg de Mouthiers s'est édifié sur les berges de la Boëme qui est un affluent rive gauche de la Charente.
La basse vallée est occupée par de nombreuses tourbières et étangs. On trouve quelques fontaines comme celle des Cassottes près de la Forge et celle des Hunauds près de la Roche à Calvin dans la combe de Gersac. Au nord, le ruisseau de la Fontaine du Roc est un affluent de la Charraud, qui passe en limite nord de commune, ainsi que le ruisseau de la Font de Quatre Francs qui fait la limite nord-est.

#### Gestion des eaux
Le territoire communal est couvert par le schéma d'aménagement et de gestion des eaux (SAGE) « Charente ». Ce document de planification, dont le territoire correspond au bassin de la Charente, d'une superficie de 9 300 km2, a été approuvé le 19 novembre 2019. La structure porteuse de l'élaboration et de la mise en œuvre est l'établissement public territorial de bassin Charente. Il définit sur son territoire les objectifs généraux d’utilisation, de mise en valeur et de protection quantitative et qualitative des ressources en eau superficielle et souterraine, en respect des objectifs de qualité définis dans le troisième SDAGE  du Bassin Adour-Garonne qui couvre la période 2022-2027, approuvé le 10 mars 2022.

### Climat
Comme dans les trois quarts sud et ouest du département, le climat est océanique aquitain, et semblable à celui de la ville de Cognac où est située la station météorologique départementale.
| Mois                              | jan. | fév.  | mars  | avril | mai   | juin  | jui.  | août  | sep.  | oct. | nov. | déc. | année   |
| --------------------------------- | ---- | ----- | ----- | ----- | ----- | ----- | ----- | ----- | ----- | ---- | ---- | ---- | ------- |
| Température minimale moyenne (°C) | 2    | 2,8   | 3,8   | 6,2   | 9,4   | 12,4  | 14,4  | 14    | 12,1  | 8,9  | 4,7  | 2,6  | 7,8     |
| Température moyenne (°C)          | 5,4  | 6,7   | 8,5   | 11,1  | 14,4  | 17,8  | 20,2  | 19,7  | 17,6  | 13,7 | 8,6  | 5,9  | 12,5    |
| Température maximale moyenne (°C) | 8,7  | 10,5  | 13,1  | 15,9  | 19,5  | 23,1  | 26,1  | 25,4  | 23,1  | 18,5 | 12,4 | 9,2  | 17,7    |
| Ensoleillement (h)                | 80   | 103,9 | 153,3 | 184,5 | 204,9 | 239,6 | 276,4 | 248,3 | 199,4 | 159  | 96,8 | 78,8 | 2 024,9 |
| Précipitations (mm)               | 80,4 | 67,3  | 65,9  | 68,3  | 71,6  | 46,6  | 45,1  | 50,2  | 59,2  | 68,6 | 79,8 | 80   | 783,6   |

## Urbanisme

### Typologie
Au 1er janvier 2024, Mouthiers-sur-Boëme est catégorisée commune rurale à habitat dispersé, selon la nouvelle grille communale de densité à 7 niveaux définie par l'Insee en 2022.
Elle est située hors unité urbaine. Par ailleurs la commune fait partie de l'aire d'attraction d'Angoulême, dont elle est une commune de la couronne,. Cette aire, qui regroupe 94 communes, est catégorisée dans les aires de 50 000 à moins de 200 000 habitants,.

### Occupation des sols
L'occupation des sols de la commune, telle qu'elle ressort de la base de données européenne d’occupation biophysique des sols Corine Land Cover (CLC), est marquée par l'importance des territoires agricoles (60,2 % en 2018), une proportion sensiblement équivalente à celle de 1990 (60,9 %). La répartition détaillée en 2018 est la suivante : 
terres arables (41,3 %), forêts (33,1 %), zones agricoles hétérogènes (11,9 %), prairies (7 %), zones urbanisées (4,9 %), eaux continentales (1 %), zones industrielles ou commerciales et réseaux de communication (0,7 %). L'évolution de l’occupation des sols de la commune et de ses infrastructures peut être observée sur les différentes représentations cartographiques du territoire : la carte de Cassini (XVIIIe siècle), la carte d'état-major (1820-1866) et les cartes ou photos aériennes de l'IGN pour la période actuelle (1950 à aujourd'hui).

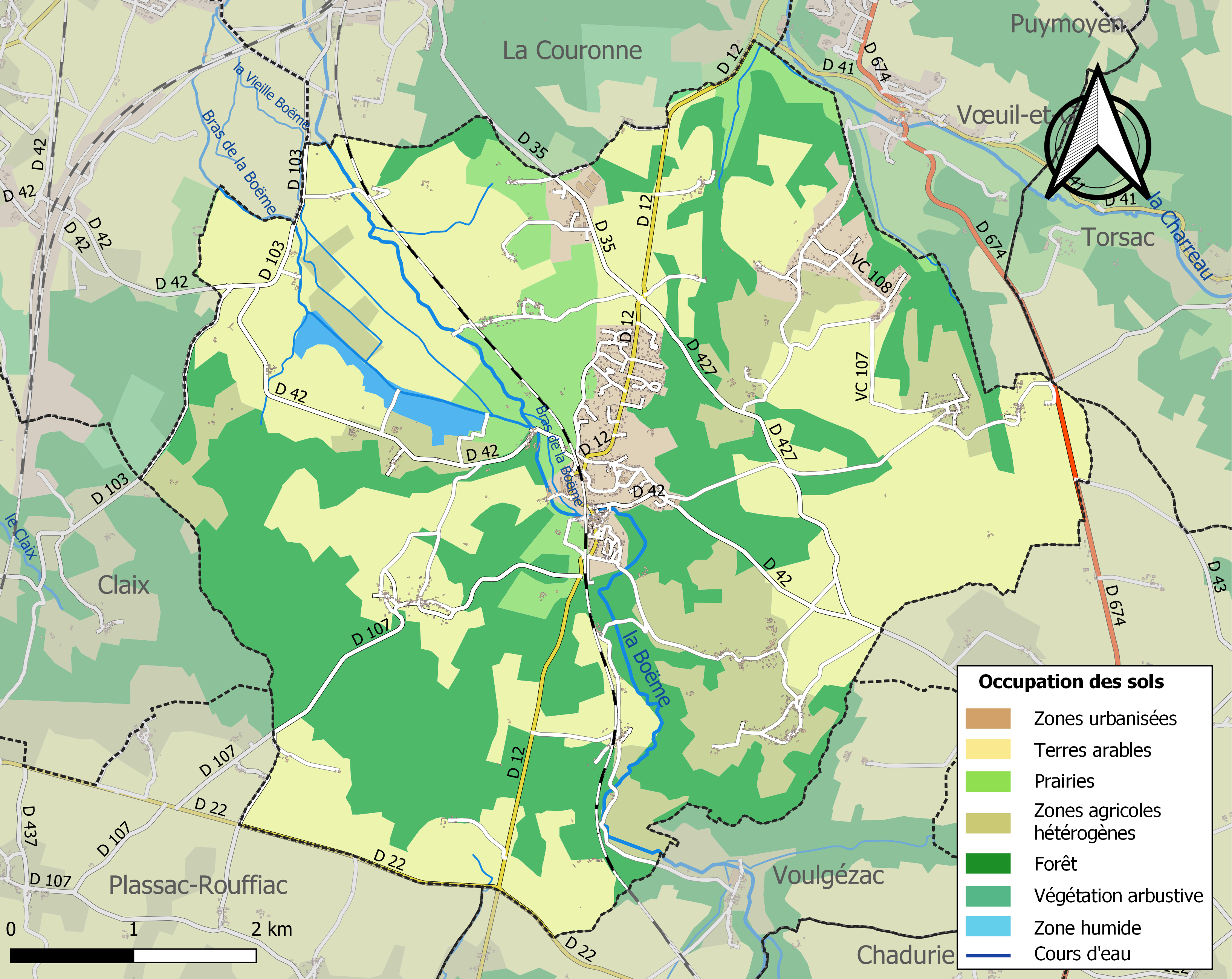
Carte des infrastructures et de l'occupation des sols de la commune en 2018 (CLC).

### Risques majeurs
Le territoire de la commune de Mouthiers-sur-Boëme est vulnérable à différents aléas naturels : météorologiques (tempête, orage, neige, grand froid, canicule ou sécheresse), mouvements de terrains et séisme (sismicité faible). Il est également exposé à un risque technologique, le transport de matières dangereuses. Un site publié par le BRGM permet d'évaluer simplement et rapidement les risques d'un bien localisé soit par son adresse soit par le numéro de sa parcelle.

#### Risques naturels

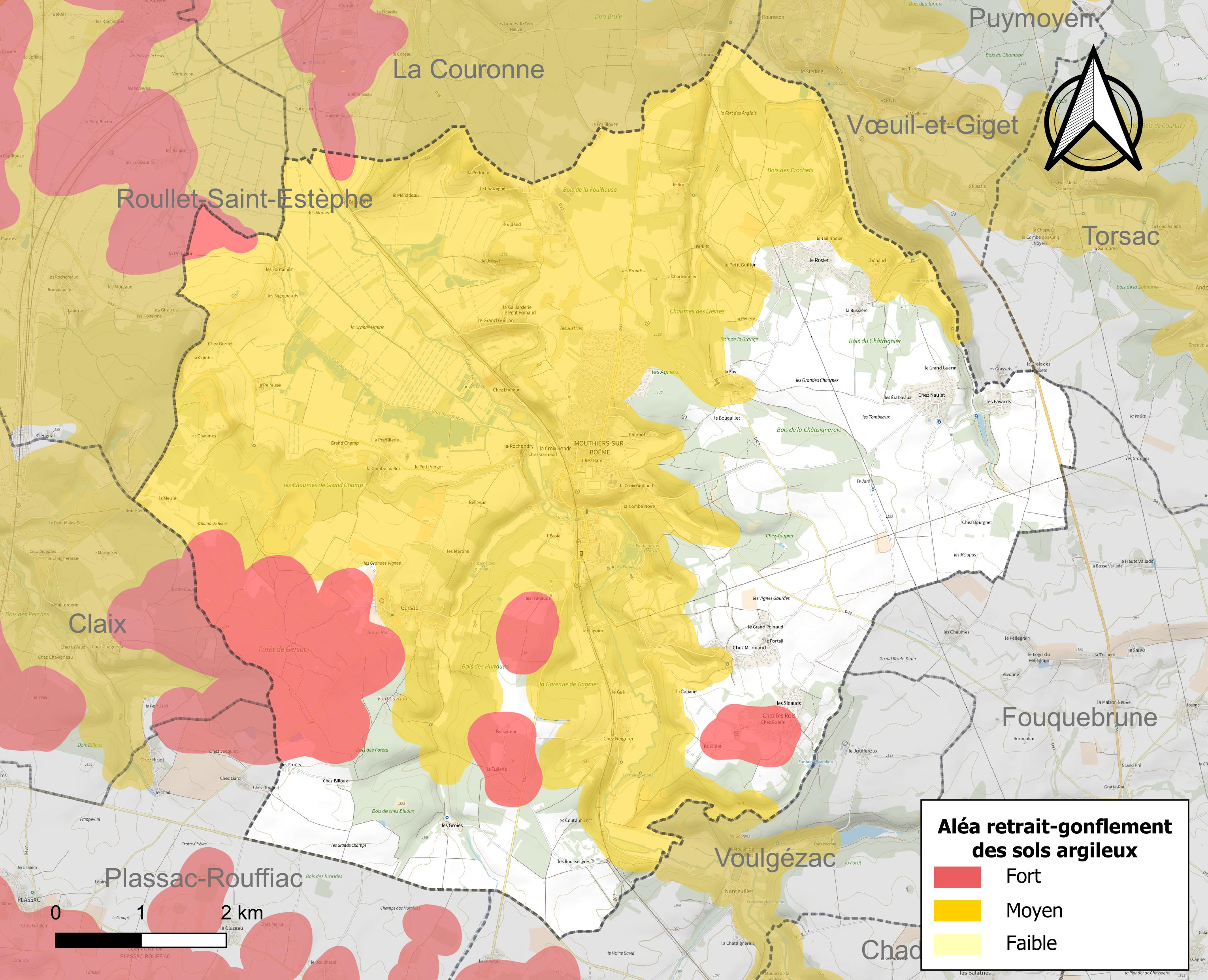
Carte des zones d'aléa retrait-gonflement des sols argileux de Mouthiers-sur-Boëme.

Les mouvements de terrains susceptibles de se produire sur la commune sont des affaissements et effondrements liés aux cavités souterraines (hors mines). Par ailleurs, afin de mieux appréhender le risque d’affaissement de terrain, l'inventaire national des cavités souterraines permet de localiser celles situées sur la commune.
Le retrait-gonflement des sols argileux est susceptible d'engendrer des dommages importants aux bâtiments en cas d’alternance de périodes de sécheresse et de pluie. 68 % de la superficie communale est en aléa moyen ou fort (67,4 % au niveau départemental et 48,5 % au niveau national). Sur les 1 140 bâtiments dénombrés sur la commune en 2019, 883 sont en aléa moyen ou fort, soit 77 %, à comparer aux 81 % au niveau départemental et 54 % au niveau national. Une cartographie de l'exposition du territoire national au retrait gonflement des sols argileux est disponible sur le site du BRGM,.
Par ailleurs, afin de mieux appréhender le risque d’affaissement de terrain, l'inventaire national des cavités souterraines permet de localiser celles situées sur la commune.
La commune a été reconnue en état de catastrophe naturelle au titre des dommages causés par les inondations et coulées de boue survenues en 1982, 1983, 1986, 1988, 1999, 2003 et 2021. Concernant les mouvements de terrains, la commune a été reconnue en état de catastrophe naturelle au titre des dommages causés par la sécheresse en 1989, 2003, 2010, 2011 et 2017 et par des mouvements de terrain en 1999.

#### Risques technologiques
Le risque de transport de matières dangereuses sur la commune est lié à sa traversée par une ou des infrastructures routières ou ferroviaires importantes ou la présence d'une canalisation de transport d'hydrocarbures. Un accident se produisant sur de telles infrastructures est susceptible d’avoir des effets graves sur les biens, les personnes ou l'environnement, selon la nature du matériau transporté. Des dispositions d’urbanisme peuvent être préconisées en conséquence.

## Toponymie
Les formes anciennes sont de Monasteriis au XIIIe siècle,.
L'origine du nom de Mouthiers provient du latin monasterium signifiant « monastère » ou « couvent ».
La rivière Boëme draine la commune.

## Histoire

### Préhistoire
Abri sous roche de la Chaire-à-Calvin
Une frise sculptée de 3 m de long, d'époque magdalénienne donc datant d'entre 18 000 à 18 500 ans, atteste l'ancienneté de l'occupation humaine du lieu.
L'abri sous roche de la Chaire-à-Calvin doit son nom à Jean Calvin, qui serait venu prêcher la réforme du haut d'une chaire taillée dans le rocher. Il n'y a aucune preuve véritable de son passage mais c'est plausible, sinon vraisemblable (Calvin fut reçu par le curé de Claix, commune limitrophe).
Pierre David, qui a découvert la frise en 1926, l'a décrite de gauche à droite : « un bovidé sans tête, puis un équidé à ventre gravide et une scène d'accouplement de chevaux ». C'est la seule œuvre d'art pariétale encore en place en Charente et visible pour le promeneur.

La Chaire-à-Calvin
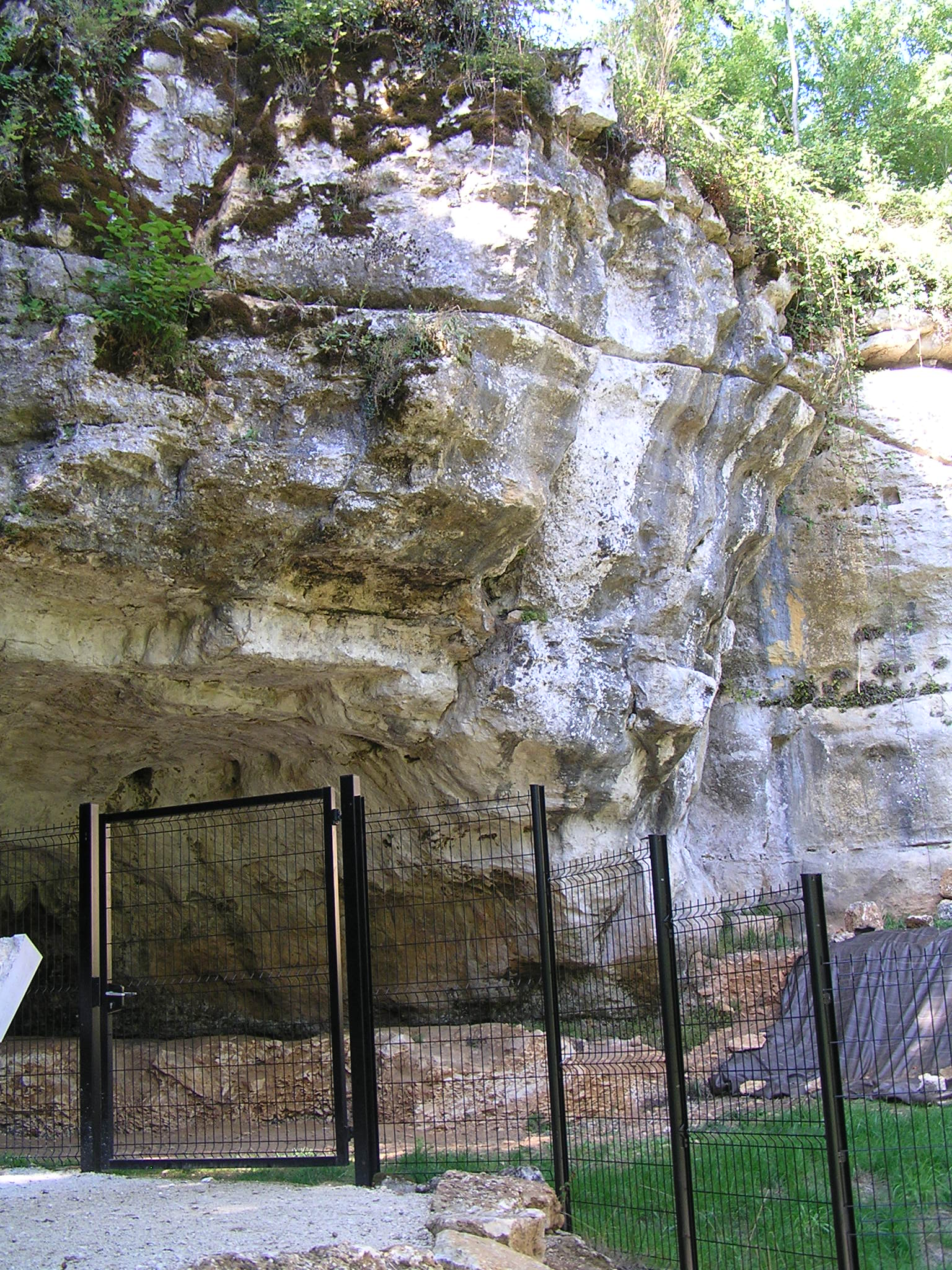
L'abri sous roche.
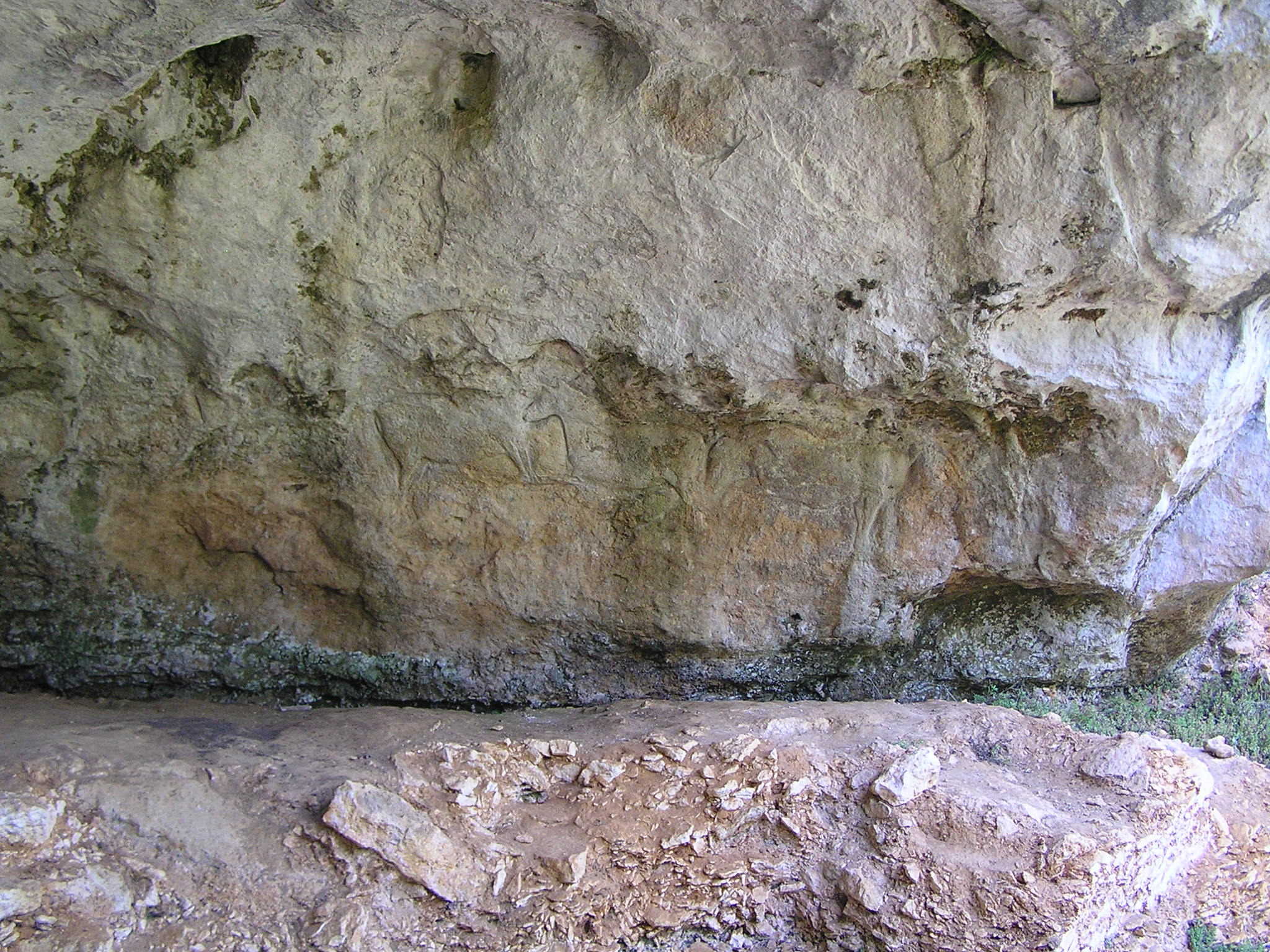
La frise.

La frise de gauche à droite
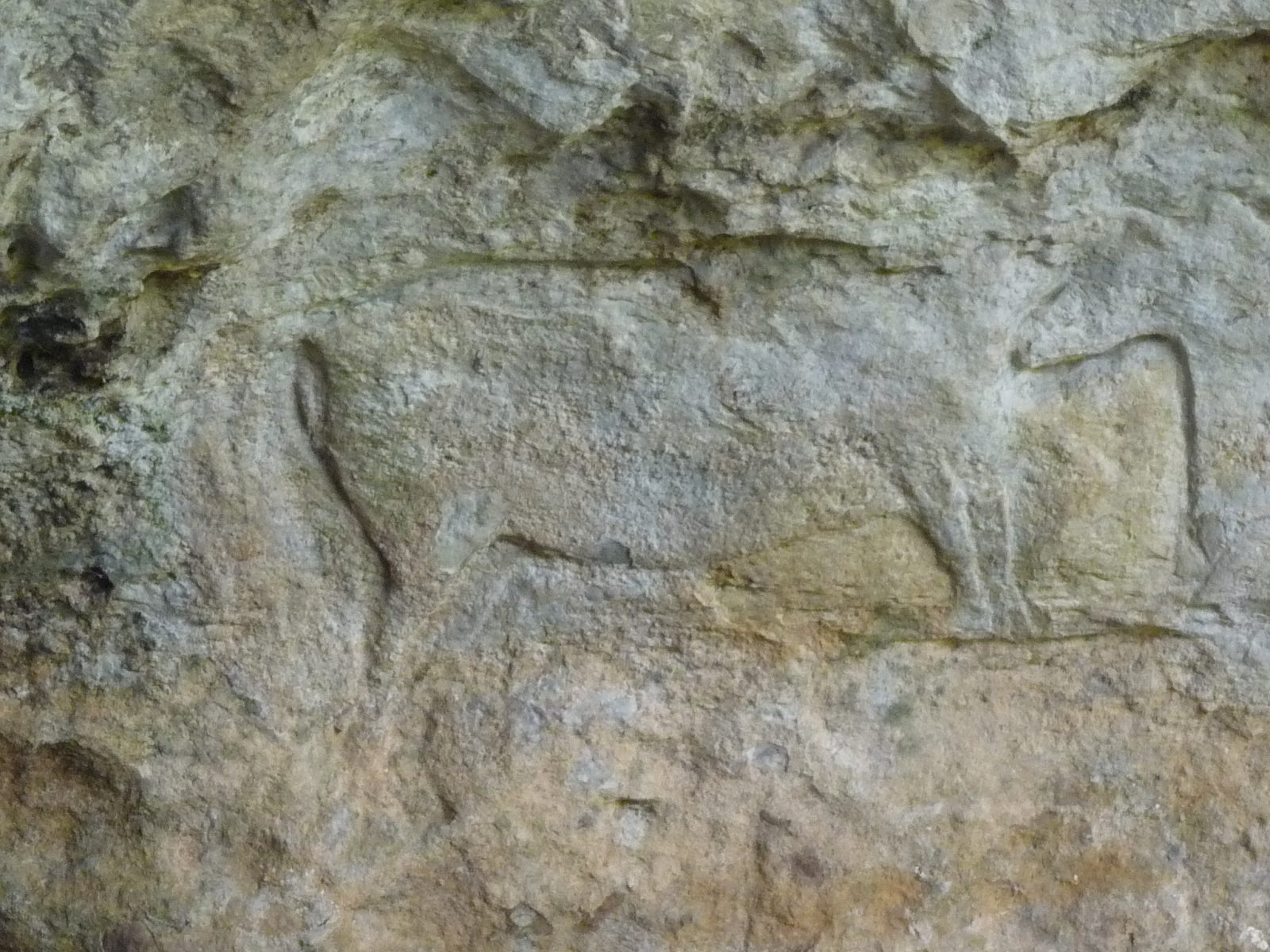
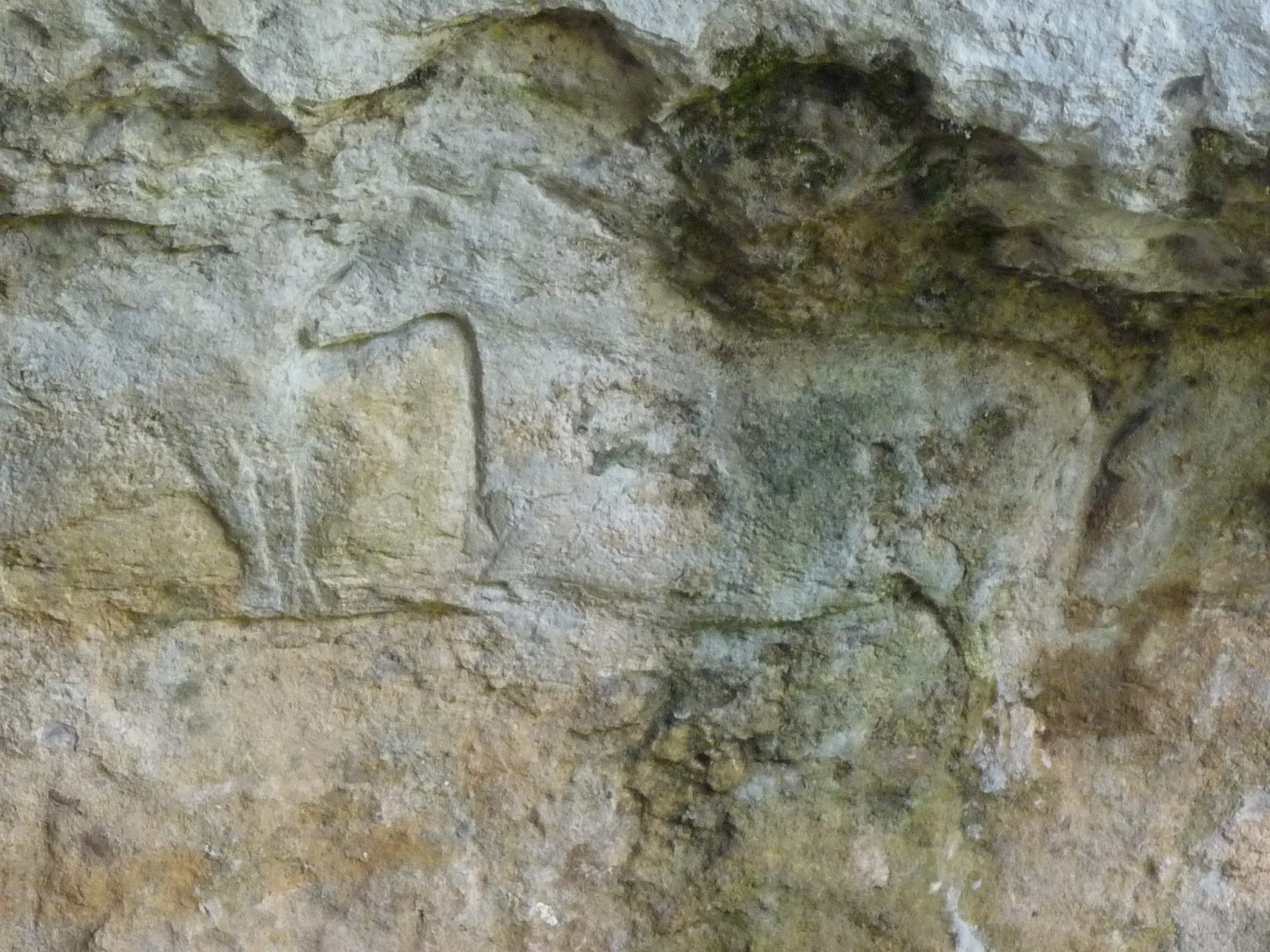
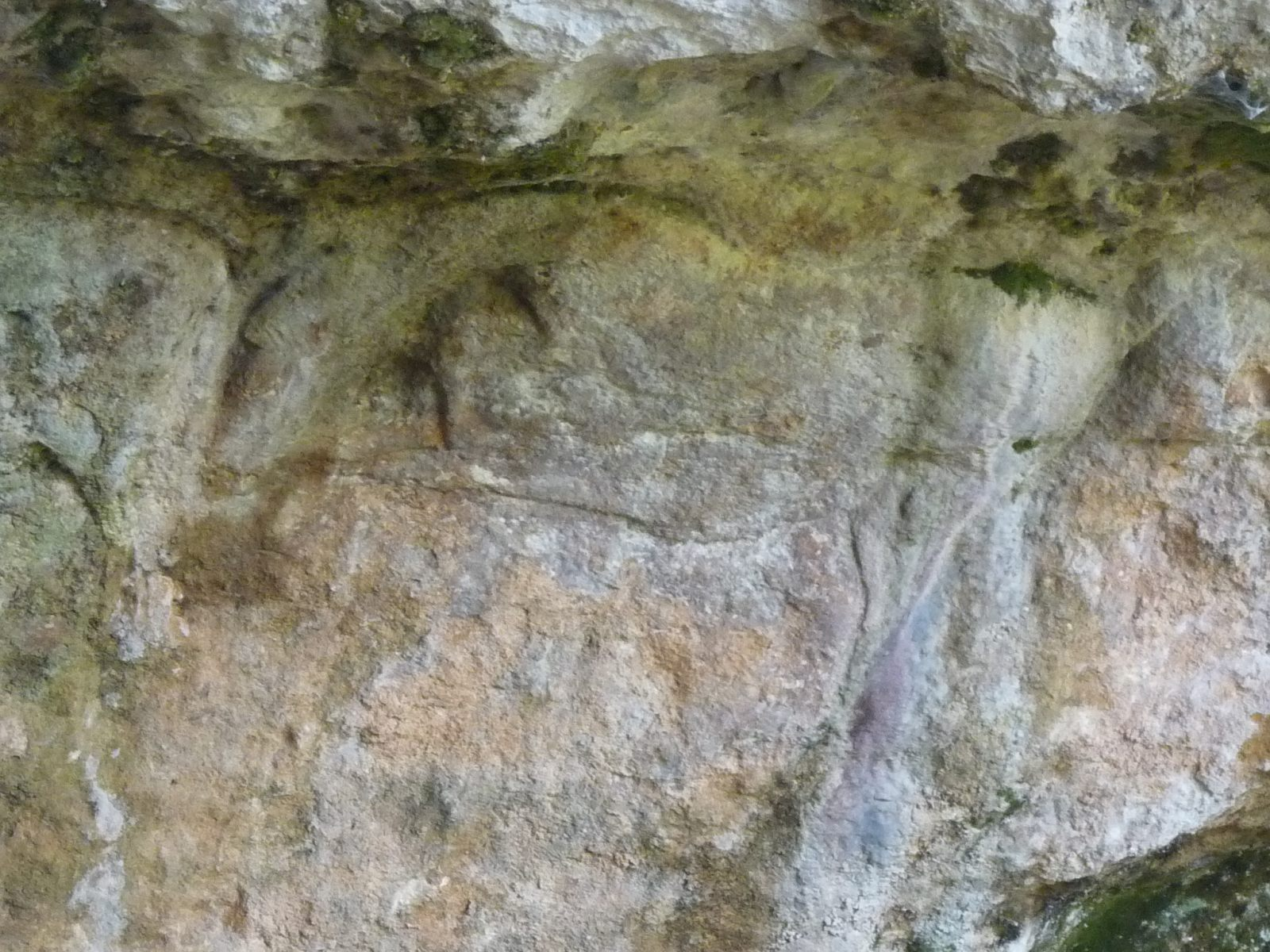

Abri des Rois
L' abri des Rois comporte des objets daté de l'Aurignacien ancien et des restes d'Homo sapiens.
Fort des Anglais
Un habitat fortifié a été occupé durant le Néolithique et l'âge du bronze, au nord-est de la commune, le Fort des Anglais qui est un retranchement préhistorique (éperon barré).

### Moyen-Âge
Une première église aurait été construite au VIe siècle par les saints Cosme et Damien (légende reprise sur un vitrail de l'église). Guillaume de la Roche-Chandry la donne en 1094 à l'abbaye bénédictine de Saint-Martial de Limoges qui y fonde un  prieuré ou moustier d'où vient le nom de Mouthiers donné au village qui s'établit autour.
Aux XIIe et XIIIe siècles, Mouthiers se trouvait sur une variante nord-sud de la via Turonensis, itinéraire du pèlerinage de Saint-Jacques-de-Compostelle qui passait par Saint-Amant-de-Boixe, Angoulême, Blanzac et Aubeterre.
La fontaine de Saint-Damien, près du logis de Forge que l'on appelle de nos jours source des Cassottes, fut un lieu de passage de ces pèlerins.
L'existence des seigneurs  de la Rochandry n'est pas attestée avant mais il est vraisemblable que c'est Chanderic, le seigneur de Saintes en guerre contre le comte d'Angoulême, qui au IXe siècle, aurait édifié la première châtellenie en construisant le château primitif sur le rocher où se trouve le château actuel, d'où le nom de La Roche Chandéric, devenu La Roche-Chandry, puis La Rochandry ou Rochandry, formant ainsi les « quatre Roches de l'Angoumois », avec La Rochefoucauld, La Rochebeaucourt et Rocheraud.
Pendant la guerre de Cent Ans le château fut l'objet de grandes convoitises entre les Anglais et les Français. Il fut pris et repris et en 1387 par Louis de Sancerre, maréchal de France en chasse les Anglais et ordonne sa démolition, mais les Anglais le reprennent, puis en sont à nouveau chassés en 1416 par le seigneur de Barbazan, capitaine de Charles VII qui le fait démolir.

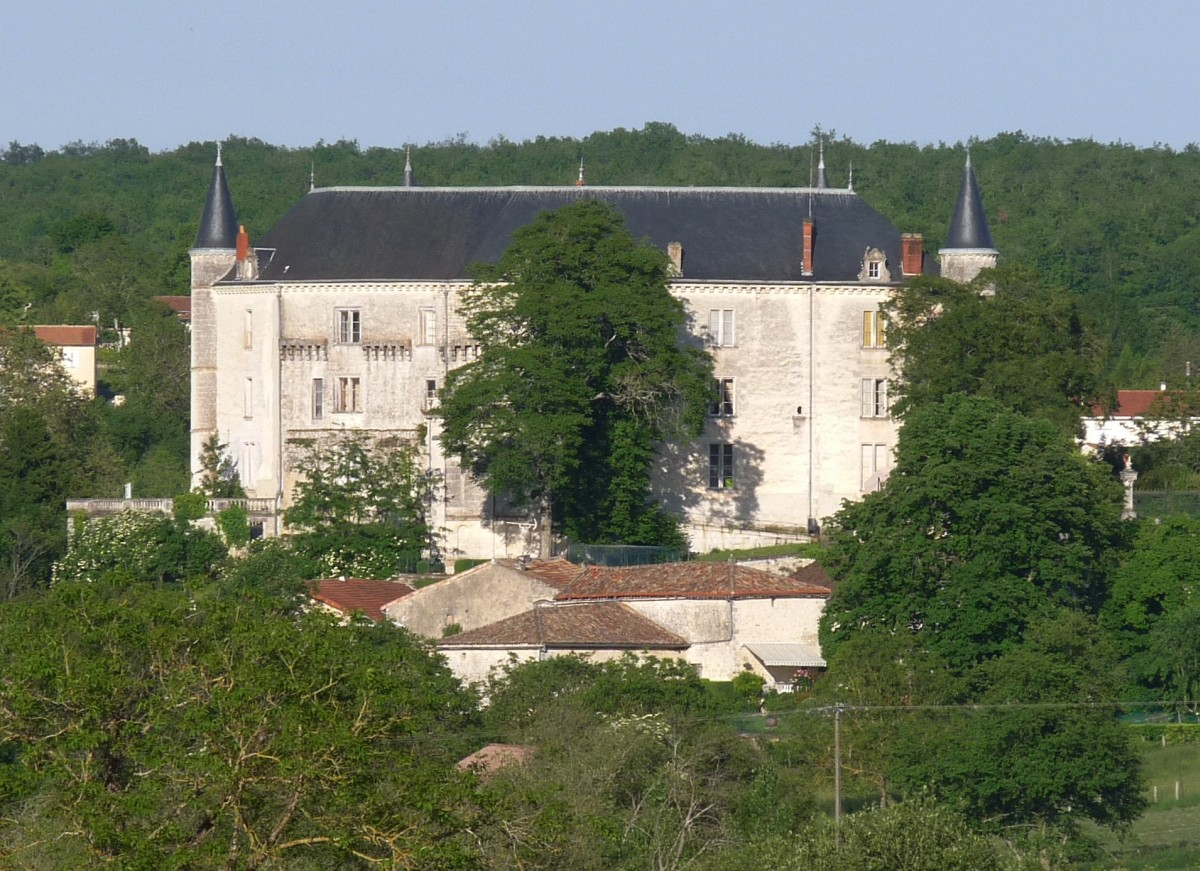
Le château de Rochandry vu de l'ouest.

Jean de La Rochandry  le reconstruit au XVe siècle puis il passe aux Saint-Gelais en 1445, aux Tison d'Argence et, vers 1580, aux Forgues de Lavedan qui le rénovent entre 1613 et 1616 en château Renaissance.
La baronnie de La Rochechandry était importante; elle avait de nombreux fiefs sous sa dépendance et possédait le droit de haute, moyenne et basse justice sur son étendue. Elle dépendait de l'évêché d'Angoulême. Entre autres obligations, le seigneur de La Rochechandry devait, le jour de l'intronisation de chaque nouvel évêque, porter le pied avant droit de son trône depuis le monastère de Saint-Ausone jusqu'à la cathédrale,.

### Temps modernes
Le château est vendu en 1681 à Étienne Chérade, comte de Montbron. Sa fille Marguerite épousa en 1721 Jacques Louis Le Musnier, seigneur de Lartige. Leur fils, plus connu sous le nom de M. de Raix, fut lieutenant-général en 1746 et conserva le château jusqu'à la Révolution.
En 1766, Marguerite Chérade, dame de Rouffiac, le fait découvrir et fait abattre une partie des murs.
En 1781 le logis de Forge est acheté par Bernard Sazerac, faïencier et maître de forges, qui devient vassal du baron de La Rochandry. Il fonde une papeterie à Forge où, vers 1830, on fabriquait du papier de grande qualité dont celui de certains billets de banque des tsars de Russie.
En 1814, le château de la Rochandry est racheté par Lacourade qui utilise ses pierres pour la construction de la papeterie de la Rochandry en 1845. En 1850 le banquier Servant, d'Angoulême, achète le restant des ruines et fait construire le château actuel. Il se ruine dans cette opération.
En 1852 la ligne de chemin de fer Angoulême-Bordeaux est inaugurée. Elle passe par Mouthiers et a nécessité un détournement de la Boëme et la construction du viaduc.
Le premier moulin connu sur la Boëme, date de 1561 à la Rochandry. En 1841 François Fougeret associé à Pierre Laroche fait démolir ce moulin à blé, ainsi que le vieux moulin à papier, et il fait construire en amont une papeterie, bâtiment en pierres de taille de 500 m2 au sol et de 11 m de haut, avec deux niveaux de grandes fenêtres en plein-cintre en façade, qui est mise en route en 1843. Puis les frères Laroche se séparent en 1881 : l'un garde l'usine à papier et l'autre s'installe dans un bâtiment plus récent. L'ancienne papeterie La Roche est maintenant fermée.

## Politique et administration

### Liste des maires
| Période                                  | Période                  | Identité        | Étiquette | Qualité                                                                |
| ---------------------------------------- | ------------------------ | --------------- | --------- | ---------------------------------------------------------------------- |
| Les données manquantes sont à compléter. |                          |                 |           |                                                                        |
| mars 1971                                | mars 1983                | Gilles Ploquin  | DVG       | Agriculteur, ancien premier adjoint                                    |
| mars 1983                                | février 1994 (démission) | Bernard Germon  | DVG       | Professeur                                                             |
| mars 1994                                | mars 2014                | Cécile Forgeron | DVG       | Ancienne agente d'assurances Conseillère régionale de Poitou-Charentes |
| mars 2014                                | En cours                 | Michel Carteret | DVG       | Artisan Réélu pour le mandat 2020-2026                                 |

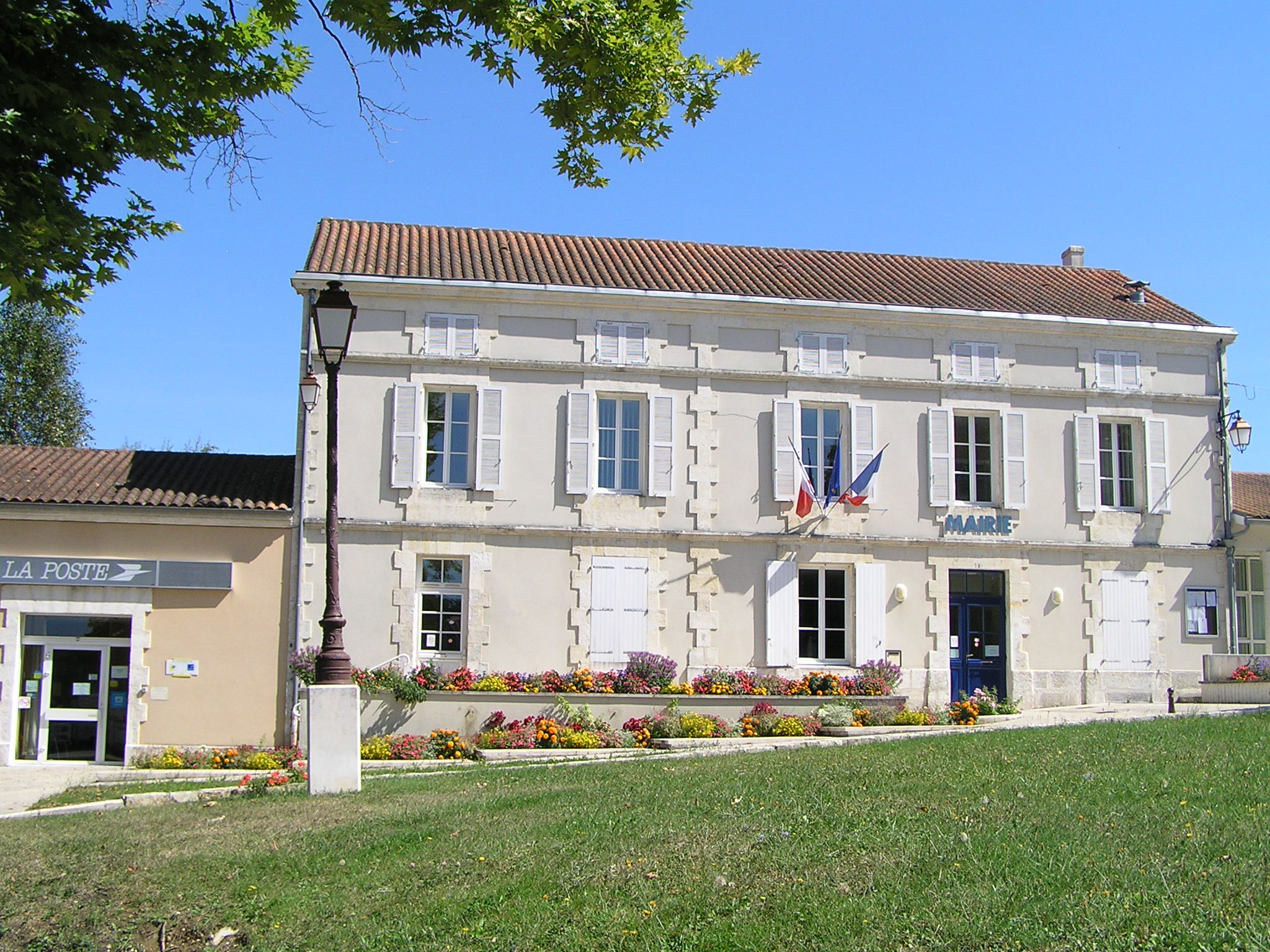
La mairie.

Mouthiers-sur-Boëme fait partie du Grand Angoulême.

### Politique environnementale
Dans son palmarès 2024, le Conseil national de villes et villages fleuris de France a attribué deux fleurs à la commune.

## Démographie

### Évolution démographique
L'évolution du nombre d'habitants est connue à travers les recensements de la population effectués dans la commune depuis 1793. Pour les communes de moins de 10 000 habitants, une enquête de recensement portant sur toute la population est réalisée tous les cinq ans, les populations de référence des années intermédiaires étant quant à elles estimées par interpolation ou extrapolation. Pour la commune, le premier recensement exhaustif entrant dans le cadre du nouveau dispositif a été réalisé en 2005.

En 2022, la commune comptait 2 358 habitants, en évolution de −3,4 % par rapport à 2016 (Charente : −0,48 %, France hors Mayotte : +2,11 %).
| 1793  | 1800  | 1806  | 1821  | 1831  | 1841  | 1846  | 1851  | 1856  |
| ----- | ----- | ----- | ----- | ----- | ----- | ----- | ----- | ----- |
| 1 282 | 1 428 | 1 161 | 1 485 | 1 485 | 1 396 | 1 639 | 1 529 | 1 608 |

| 1861  | 1866  | 1872  | 1876  | 1881  | 1886  | 1891  | 1896  | 1901  |
| ----- | ----- | ----- | ----- | ----- | ----- | ----- | ----- | ----- |
| 1 578 | 1 540 | 1 508 | 1 544 | 1 526 | 1 511 | 1 396 | 1 331 | 1 290 |

| 1906  | 1911  | 1921  | 1926  | 1931  | 1936  | 1946  | 1954  | 1962  |
| ----- | ----- | ----- | ----- | ----- | ----- | ----- | ----- | ----- |
| 1 304 | 1 366 | 1 164 | 1 259 | 1 249 | 1 297 | 1 096 | 1 238 | 1 297 |

| 1968  | 1975  | 1982  | 1990  | 1999  | 2005  | 2006  | 2010  | 2015  |
| ----- | ----- | ----- | ----- | ----- | ----- | ----- | ----- | ----- |
| 1 270 | 1 400 | 1 864 | 2 260 | 2 260 | 2 430 | 2 431 | 2 473 | 2 437 |

| 2020  | 2022  | - | - | - | - | - | - | - |
| ----- | ----- | - | - | - | - | - | - | - |
| 2 377 | 2 358 | - | - | - | - | - | - | - |

### Pyramide des âges
La population de la commune est relativement âgée.
En 2018, le taux de personnes d'un âge inférieur à 30 ans s'élève à 27,6 %, soit en dessous de la moyenne départementale (30,2 %). À l'inverse, le taux de personnes d'âge supérieur à 60 ans est de 33,4 % la même année, alors qu'il est de 32,3 % au niveau départemental.
En 2018, la commune comptait 1 169 hommes pour 1 247 femmes, soit un taux de 51,61 % de femmes, légèrement supérieur au taux départemental (51,59 %).
Les pyramides des âges de la commune et du département s'établissent comme suit.
| Hommes | Classe d’âge | Femmes |
| ------ | ------------ | ------ |
| 1,0    | 90 ou +      | 3,1    |
| 7,3    | 75-89 ans    | 9,1    |
| 23,3   | 60-74 ans    | 22,9   |
| 24,5   | 45-59 ans    | 22,1   |
| 14,9   | 30-44 ans    | 16,5   |
| 13,3   | 15-29 ans    | 11,3   |
| 15,7   | 0-14 ans     | 15,1   |

| Hommes | Classe d’âge | Femmes |
| ------ | ------------ | ------ |
| 1      | 90 ou +      | 2,7    |
| 9,2    | 75-89 ans    | 12     |
| 20,6   | 60-74 ans    | 21,3   |
| 20,7   | 45-59 ans    | 20,3   |
| 16,8   | 30-44 ans    | 16     |
| 15,6   | 15-29 ans    | 13,4   |
| 16,1   | 0-14 ans     | 14,3   |

## Économie

### Agriculture
La viticulture occupe une partie de l'activité agricole. La commune est classée dans les Fins Bois, dans la zone d'appellation d'origine contrôlée du cognac.

### Industrie
Le principal employeur de la commune est le groupe Lippi la clôture, leader sur le marché de la fabrication de grillage métallique. Certifiée ISO-9001, l'entreprise emploie près de 400 personnes sur six sites en France, et travaille quotidiennement avec des fournisseurs issus d’une vingtaine de pays dans le monde.

### Commerces
Les autres employeurs importants sont la boucherie Régis Maurice et l'association locale d'aide à domicile ADMR.

## Équipements, services et vie locale

### Enseignement
En 2012, Mouthiers possède une école élémentaire publique comprenant six classes, ainsi qu'une école maternelle, les Tilleuls, comprenant quatre classes.
Le secteur du collège est La Couronne.

### Équipements socio-culturels
Il y a la mairie, la poste, une salle polyvalente, une salle multi-sport, une MJC, une médiathèque et un foyer résidence de personnes âgées.
Le centre social, culturel et sportif "Effervescentre" anime aussi la commune.

### Santé
Sont présents un cabinet médical de trois médecins, une pharmacie, deux infirmiers, un ostéopathe et un groupement de kinésithérapeutes.

## Lieux et monuments

### Patrimoine civil

#### Site préhistorique
Abri sous roche et bas-relief magdalénien de la Chaire-à-Calvin. Il a été classé monument historique le 11 août 1986.

#### Fort des Anglais
Le site fortifié du Fort des Anglais est un retranchement préhistorique, habitat fortifié de type éperon barré qui a été occupé durant le Néolithique et l'âge du bronze. Il a été inscrit monument historique en 1930.

#### Château de la Rochandry

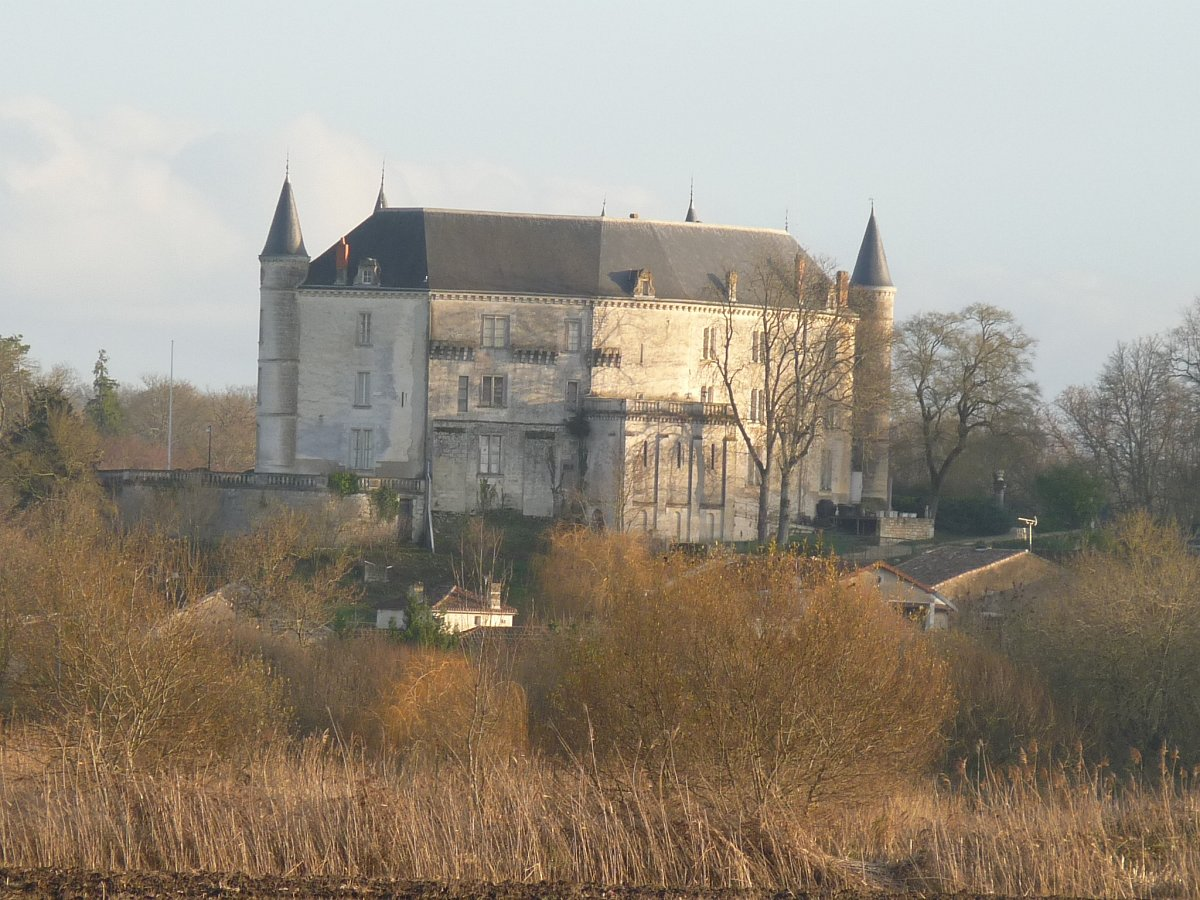
Le château de la Rochandry actuel.

Le château de la Rochandry reconstruit au XIXe siècle sur le site du château fort du IXe siècle. Il a longtemps été la possession des Anglais pendant la guerre de Cent Ans.
Sur une lithographie publiée en 1845 par Paul Sazerac de Forge sont encore visibles les restes de la forteresse médiévale sous forme de deux tours rondes au pied du château, les pignons aigus du logis du XVe siècle au centre, une fenêtre à meneaux, deux tourelles à encorbellement et, sur la gauche, des fenêtres à fronton et un parapet crénelé.

#### Logis de Forge

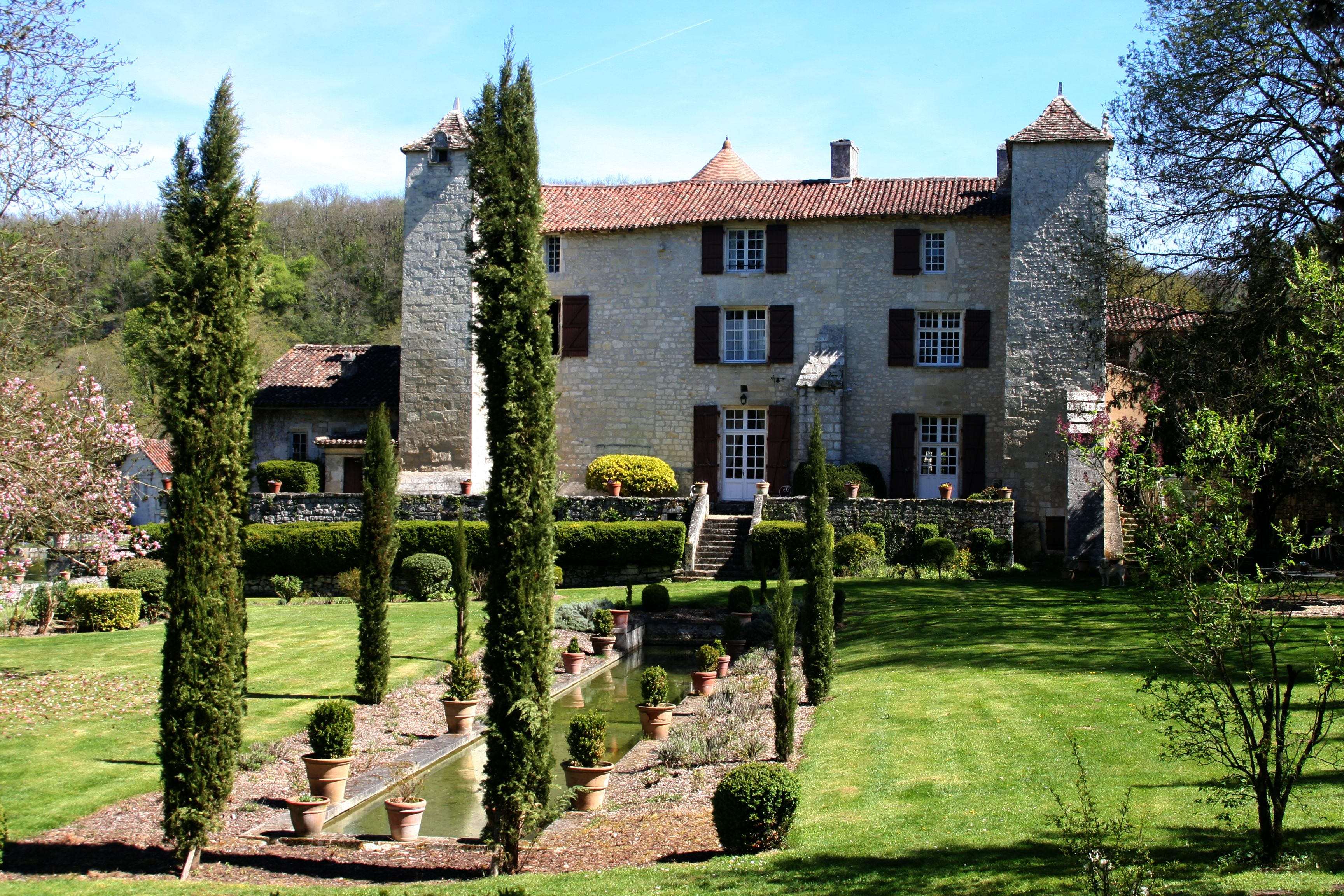
Le logis de Forge.

Le logis de Forge est attesté en 1233 par la mention d'une donation faite à l'abbaye de La Couronne par Guillaume de la Roche Chandry en présence d'Alain de Forge, seigneur de Mouthiers. Ce manoir du XVIe siècle a été inscrit monument historique le 10 juin 2005. Son jardin a été classé jardin remarquable, au nombre de quatre en Charente en 2009. Une importante résurgence irrigue les jardins et se jette dans la Boëme par l'intermédiaire d'un étang.

#### Château de la Foy
Le château de la Foy est un château construit au XIVe siècle et remanié au XVIIIe siècle. Les  façades et les toitures du bâtiment principal ont été inscrites monument historique le 14 octobre 1963.

#### Autres monuments
Le logis des Gagniers est cité dans un acte du 22 septembre 1628. Il provient d'une donation de Jean de La Rochandry le 21 novembre 1458, à Jean Bottreau. Le logis daterait de la fin du XVIe siècle. La propriété a été coupée en deux par la ligne de chemin de fer Paris - Bordeaux.
On peut aussi citer le logis de Boisblet, le château des Rousselières et le logis du Mainadaud.
Le viaduc des Couteaubières a été construit entre 1840 et 1850 pour le passage de la ligne de chemin de fer Angoulême-Bordeaux. Il mesure 303 mètres, large de 7,4 mètres et haut de 22 mètres et composé de 12 arches et est réputé être le plus long viaduc en courbe de France sur une ligne traditionnelle.
Les lavoirs ont été reconstruits par la compagnie de chemins de fer vers 1867, sur le nouveau cours  de la Boëme, car lors de la construction de la voie ferrée, le cours de la rivière a été détournée, en limite du bourg de Mouthiers.
L'entrée de Mouthiers, au lieu-dit le Peuplier Major, sur la route d'Angoulême, comporte depuis 1999 un rond-point avec une reproduction de la frise de la Chaire-à-Calvin, réalisée par Emmanuel Pierre, surmontée d'un groupe de trois chevaux en métal de Michel Vallat, artiste monastérien, à qui l'on doit la conception de l'ensemble du rond-point.

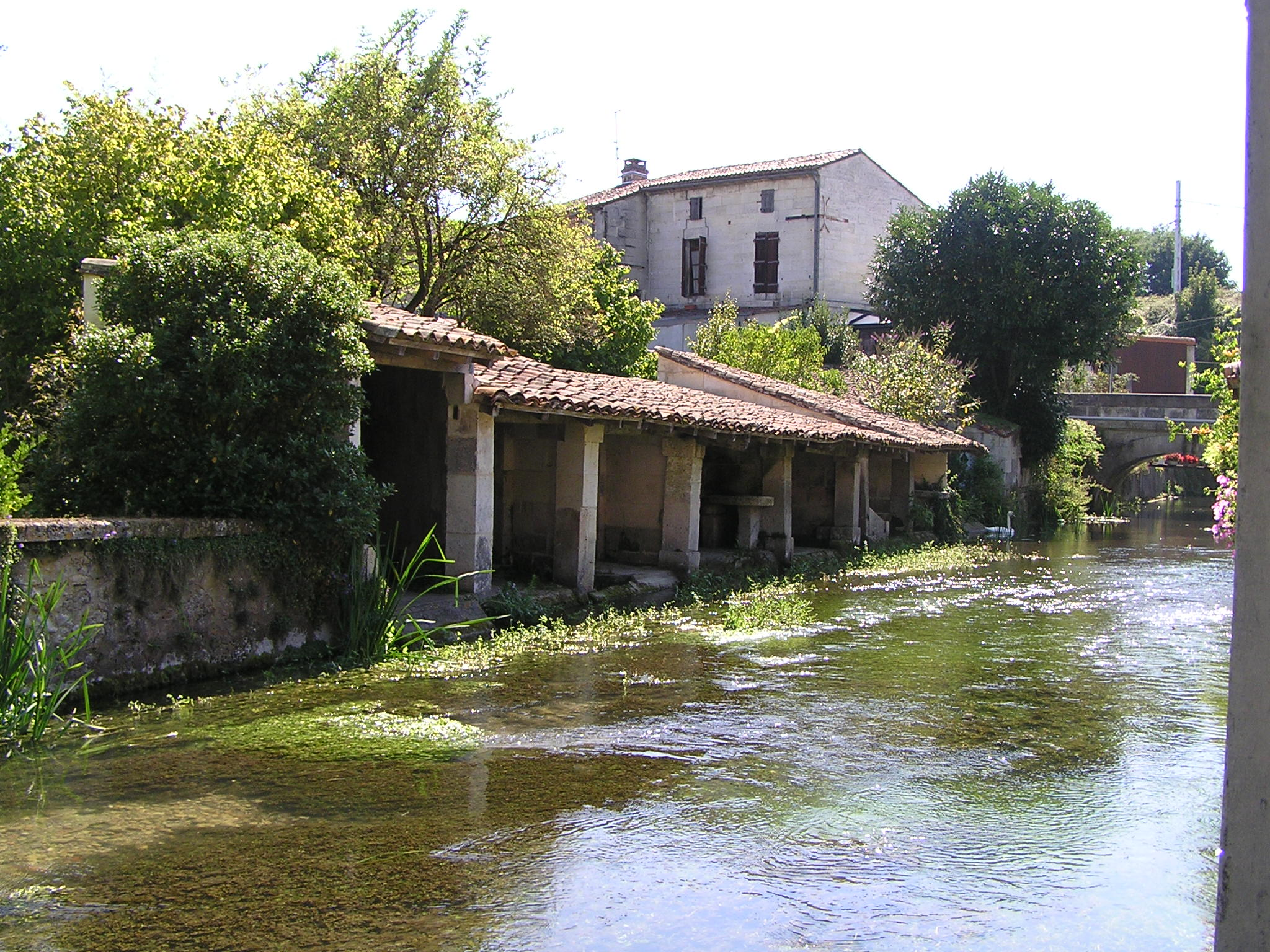
Une partie des lavoirs sur la Boëme.
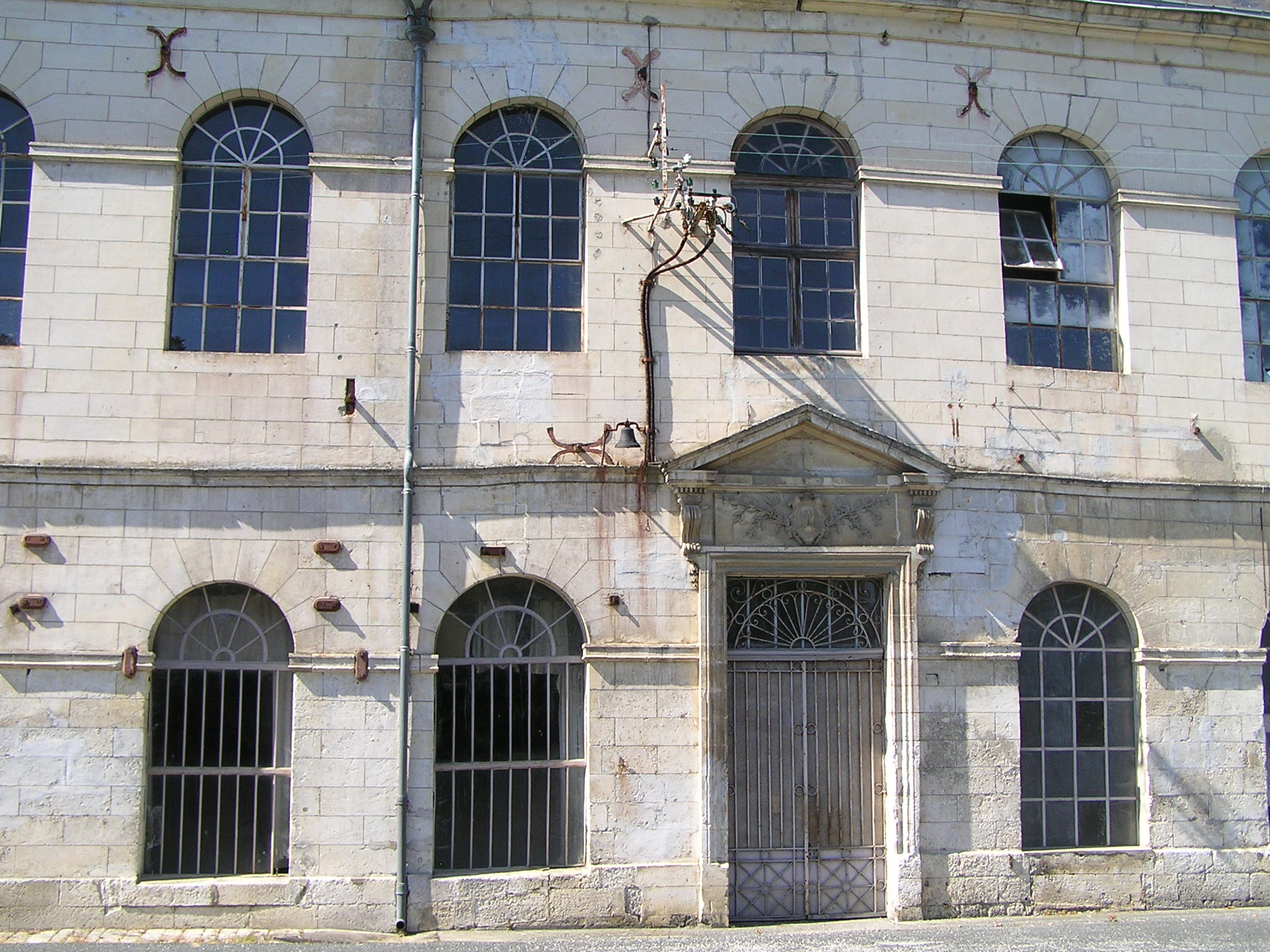
L'ancienne papeterie Laroche.
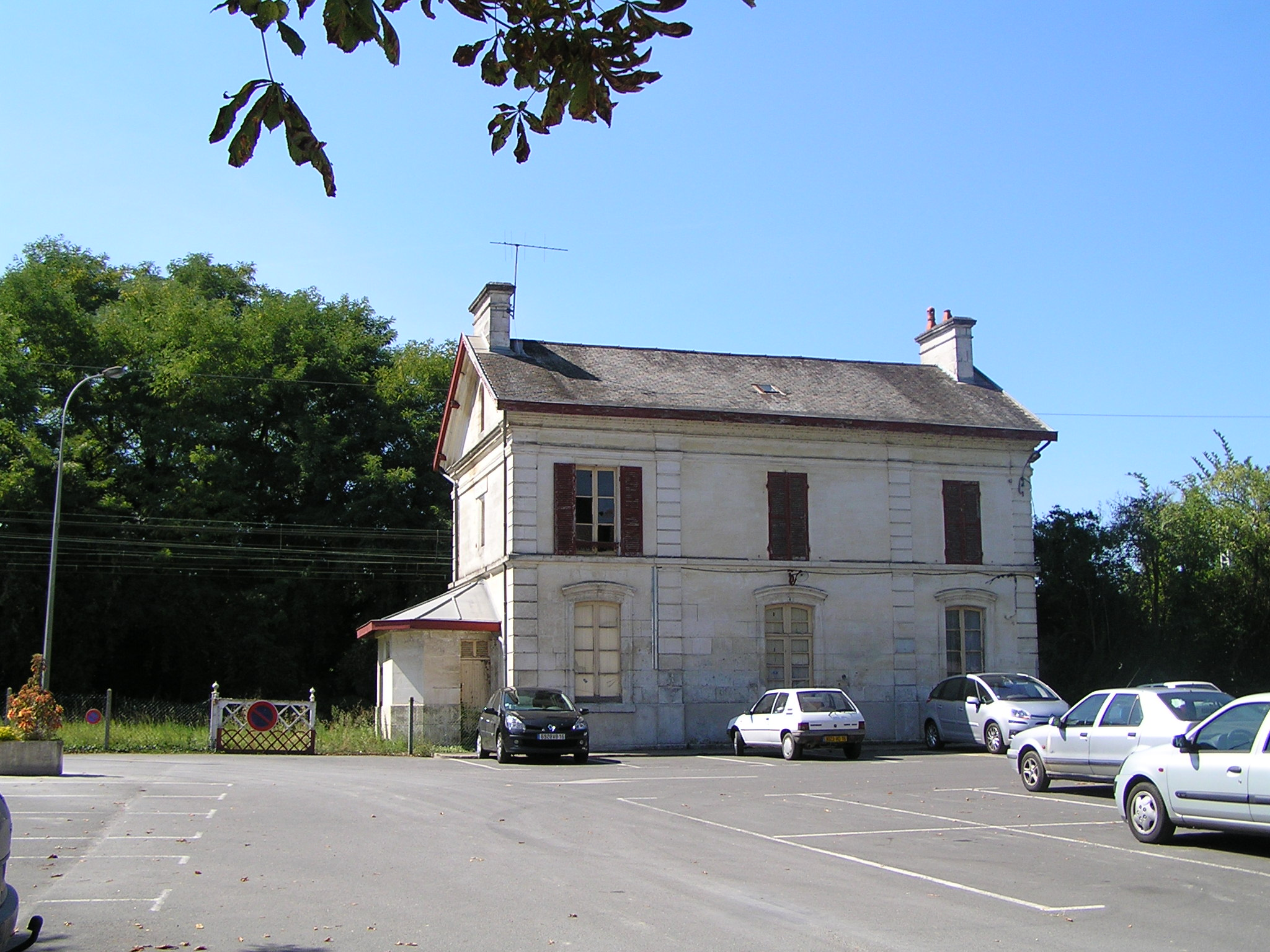
L'ancienne gare.
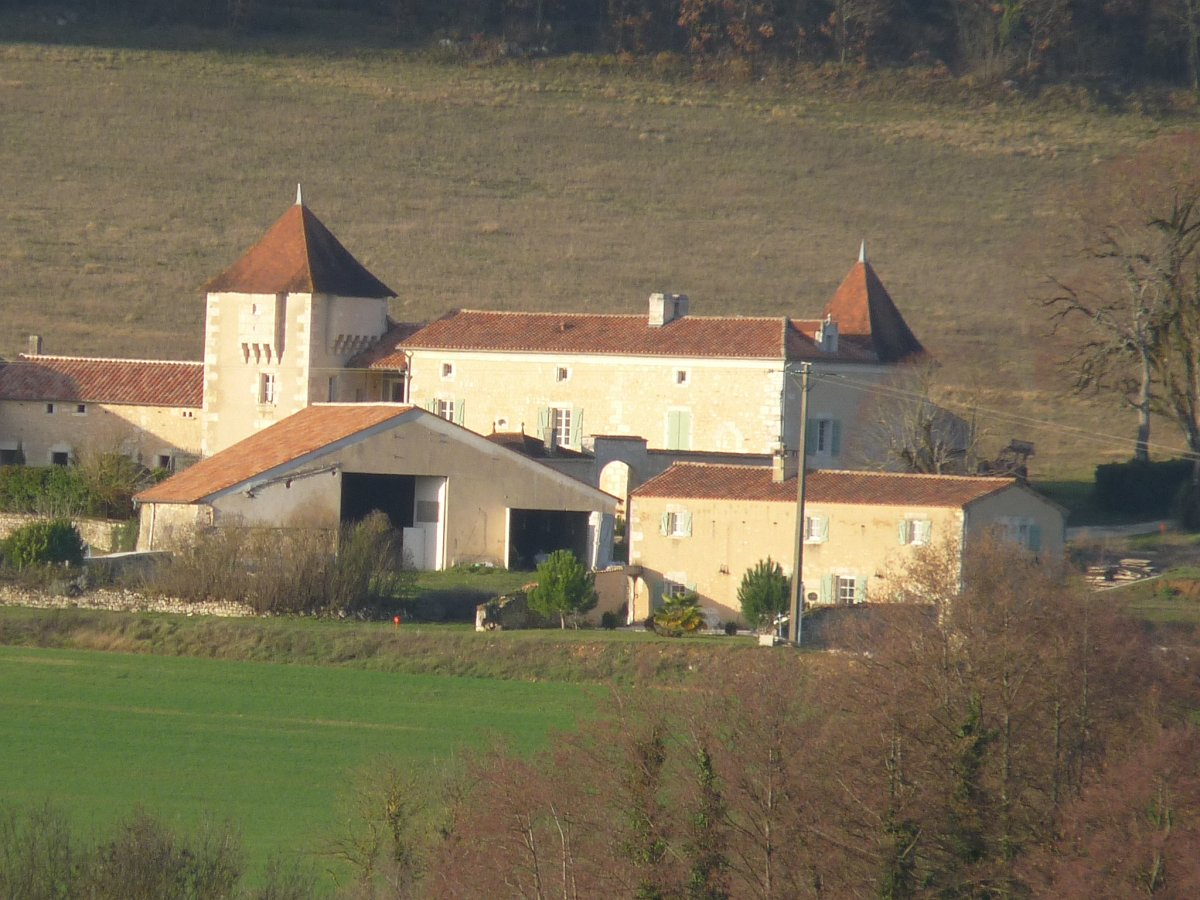
Logis du Mainadaud.

### Patrimoine religieux
L'église paroissiale Saint-Hilaire existait au IXe siècle mais aurait été reconstruite après sa donation à l'abbaye et la nef actuelle date du XIIe siècle. Le clocher du XIIIe siècle est ajouré de baies gothiques. Ce clocher octogonal était jadis surmonté d'une flèche qui a été démolie en 1735 après avoir été frappée par la foudre. Au XVe siècle une chapelle funéraire a été construite côté sud (c'est l'actuelle sacristie) et la façade a été refaite en ne conservant qu'une porte en plein cintre primitive. Elle a été classée monument historique en 1862.
La croix de carrefour de Gersac a été inscrite monument historique le 13 juillet 1926.

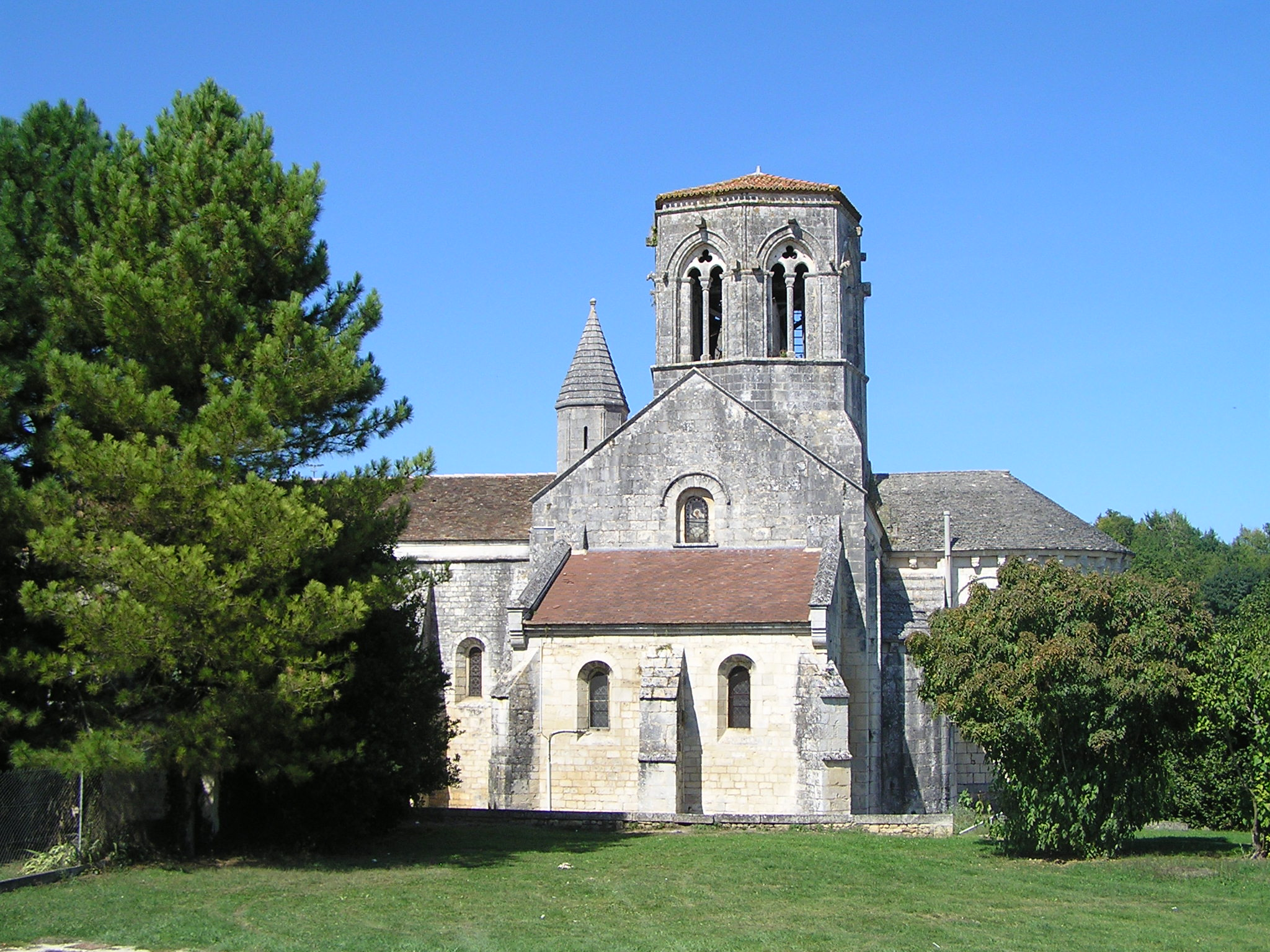
L'église Saint-Hilaire.
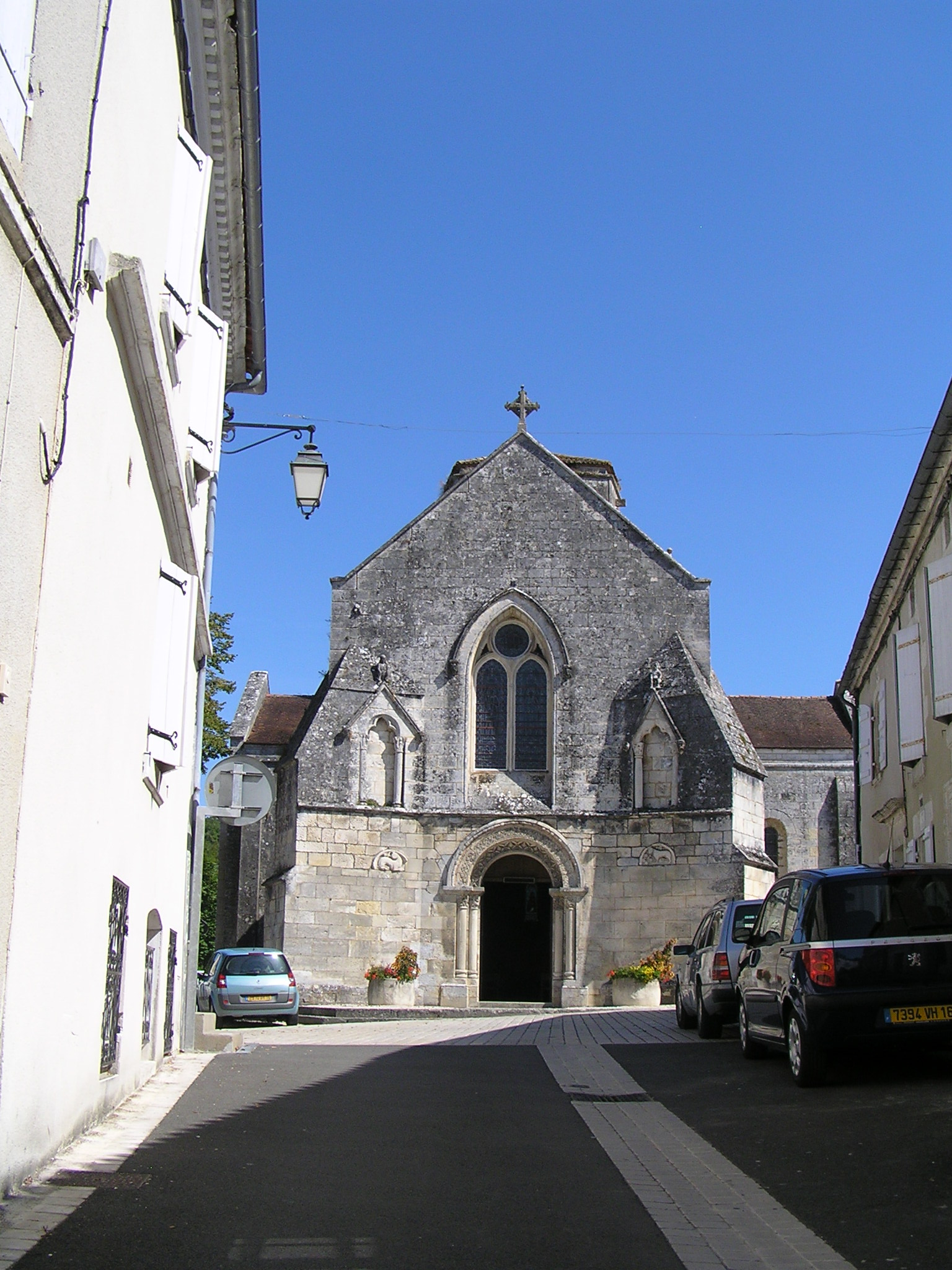
La façade de l'église.
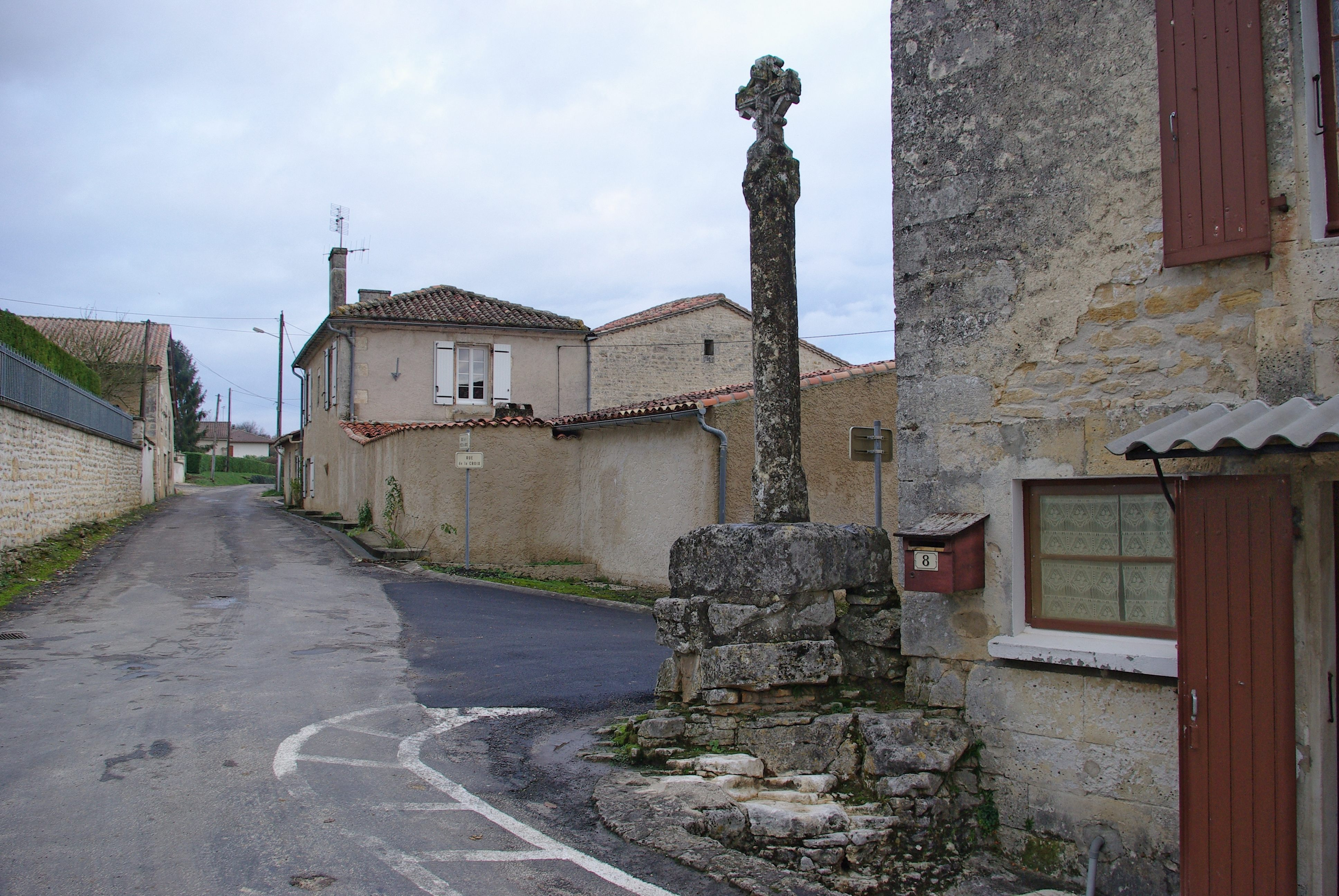
Croix de Gersac.

### Patrimoine environnemental
La vallée de la Boëme est un site Natura 2000.
La forêt de Gersac ainsi que les tourbières forment des sites naturels remarquables.
Le GR 4 qui va de Royan à Grasse traverse la commune.

## Jumelages
- Petite-Rosselle (France) depuis 1988 (fr) en Lorraine[50].

## Personnalités liées à la commune
- Guillaume Chandéric, seigneur de Saintes au IXe siècle, ayant donné son nom à Rochandry.
- Paul Sazerac de Forge
- Jules Berry et Josseline Gaël (leur fille s'est mariée à Mouthiers).

## Héraldique
| Blason | Blasonnement : Losangé d’argent et de gueules, chaque losange d’argent chargée de deux fasces d’azur. |